# Sutó
Sutó (szlovákul Šútovo) község Szlovákiában, a Zsolnai kerületben, a Turócszentmártoni járásban.

## Fekvése
Turócszentmártontól 15 km-re északkeletre, a Vág jobb partján fekszik.

## Története
A község területén a történelem előtti időkben a puhói kultúra települése állt.
Sutót 1403-ban „Suto” néven említik először, a szklabinyai uradalom része volt. A 20. századig a Révay család birtoka. 1620-ban 14 adózó portája volt. 1715-ben 16, 1720-ban 32 adózót számoltak itt. 1720-ban említik a falu malmát is. 1785-ben 53 házában 320 lakos élt.
A 18. század végén Vályi András így ír róla: „SUTO. Csutova. Tót falu Turúcz Várm. földes Ura Gr. Révay Uraság, lakosai többen evangelikusok, fekszik Turánnak szomszédságában, mellynek filiája; a’ kis Tátra alatt van egy Kocziskala nevezetű nagy kőszikla, mellyben jó nagyságú üreg van; a’ kik benne kintseket keresnek, üres kézzel kéntelenek viszsza menni belőle; határja sovány, de legelője kivált a’ ketskéknek hasznos.”
1828-ban 61 háza volt 337 lakossal, akik földműveléssel, erdei- és vasmunkákkal, kosárfonással foglalkoztak.
Fényes Elek 1851-ben kiadott geográfiai szótárában így ír a faluról: „Suttó (Sutova), tót falu, Thurócz vgyében, a Vágh vize jobb partján, melly itten lép be a megyébe: 33 kathol., 291 evang., 13 zsidó lak. – Földje sovány, de erdeje szép, legelője pedig igen jó. F. u. a Révay csal. Ut. p. Nolcsó.”
A trianoni diktátumig Turóc vármegye Turócszentmártoni járásához tartozott.

## Népessége
| Év:            | 1994. | 2004.   | 2014.   | 2024.   |
| -------------- | ----- | ------- | ------- | ------- |
| Emberek száma: | 509   | 505     | 513     | 509     |
| Eltérés:       |       | -0,78 % | +1,58 % | -0,77 % |

| Év:            | 2023. | 2024.   |
| -------------- | ----- | ------- |
| Emberek száma: | 506   | 509     |
| Eltérés:       |       | +0,59 % |

1910-ben 476, túlnyomórészt szlovák lakosa volt.
2001-ben 518 lakosából 514 szlovák volt.
2011-ben 521 lakosából 508 szlovák.

## Nevezetességei

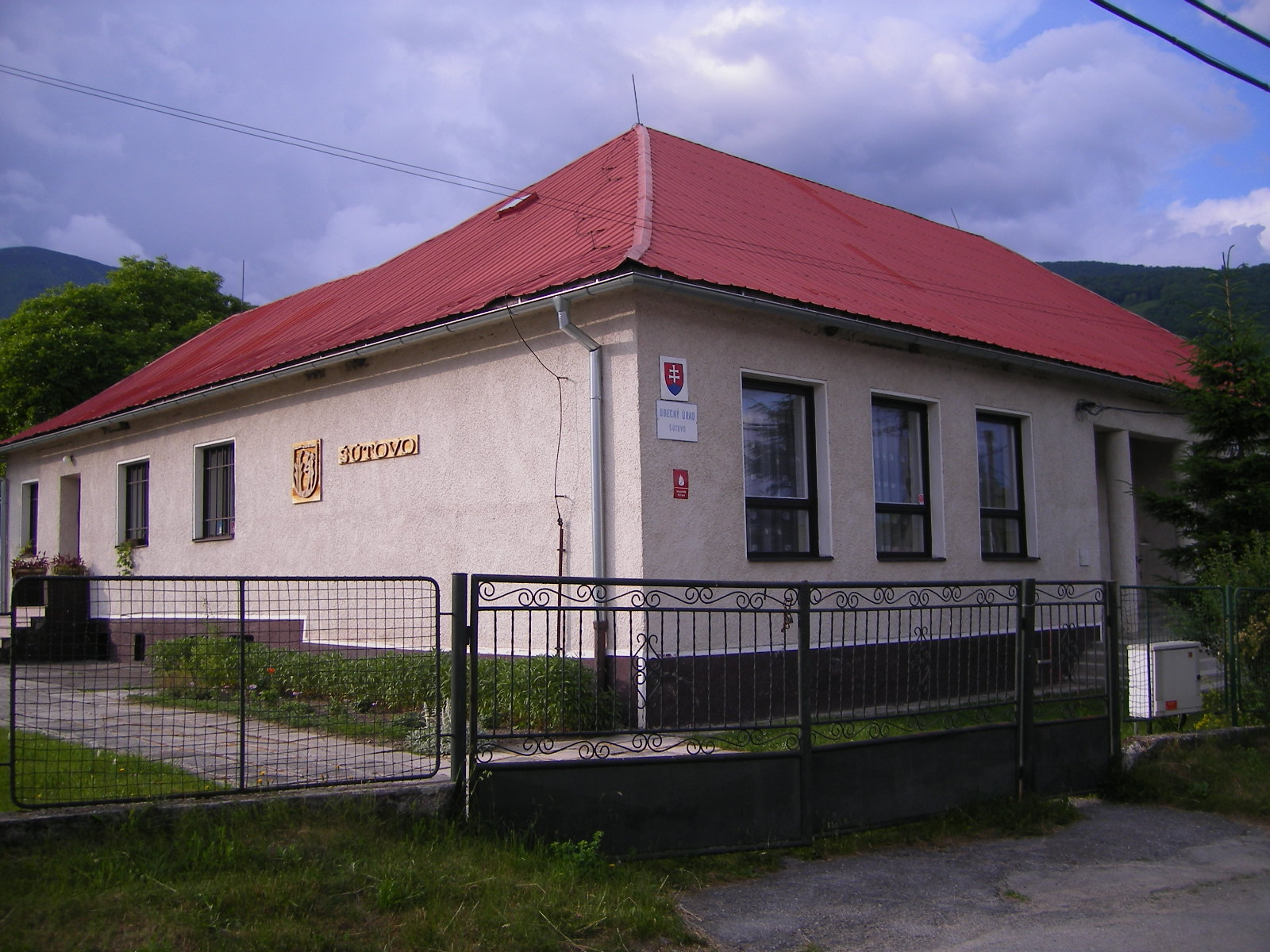
Sutó - Községháza

- A falu határában található a Sutói-vízesés (Šútovský vodopád)
- Sutói epigenezis természetvédelmi terület

## Külső hivatkozások
- E-obce.sk Archiválva 2008. június 5-i dátummal a Wayback Machine-ben
- Községinfó
- Sutó Szlovákia térképén
- Tourist-channel.sk